# Chiesa di San Martino (Luco)
La chiesa di San Martino è un edificio religioso situato a Luco, nel comune di Poggibonsi, nella provincia di Siena. Si trova nei pressi del castello di Strozzavolpe.

## Storia e descrizione
La chiesa è ricordata dal 983 nel plebato di Poggibonsi.
L'aspetto dell'edificio rimanda a un solido stile romanico del XIII secolo, con facciata a capanna, aula unica coperta a capriate e senza abside, paramento murario in blocchi di travertino e tufo. Spicca la massiccia torre campanaria, a pianta quadrata con merlatura di ripristino, sulla sommità del poggio e in diretto contatto visivo con la torre del castello di Strozzavolpe, sull'altra sommità del crinale.